# Anabarilius macrolepis
Anabarilius macrolepis es una especie extinta de pez de la familia de los Cyprinidae en el orden de los Cypriniformes. Habitaba únicamente en el lago Yilong, en China. El nivel del lago empezó a descender desde la década de 1950, y fue totalmente desecado en 1981 debido a la extracción de agua para la agricultura, situación que se alargó unos 20 días. La especie fue buscada en 1983 y 1984 sin éxito. Era un pez de comportamiento pelágico.